# Compagnia Francese delle Isole Americane
La Compagnia Francese delle Isole Americane (fr: Compagnie des îles d'Amérique) è stata una compagnia commerciale francese fondata nel 1635 e sciolta nel 1664, per rilevare, in sostituzione alla Compagnia di San Cristoforo, l'amministrazione della parte francese dell'isola di Saint-Christophe, allora unico insediamento francese nei Caraibi, e fu incaricato di colonizzare attivamente altre isole delle Piccole Antille che furono poi amministrate per la Francia sotto la direzione della Compagnia prima del suo scioglimento nel 1651.

## Storia
Durante l'anno 1626, il cardinale Richelieu sostenne il progetto di due marinai, de Roissy e Pierre Belain d'Esnambuc: la creazione della "Compagnia dei signori di Saint Christophe". Ritenuto non dinamico da Richelieu, che era uno dei suoi azionisti, quest'ultimo chiese a François IV Fouquet di rilanciare la compagnia che nel 1635 divenne la "Compagnia Francese delle Isole Americane". È responsabile dello sviluppo della colonizzazione delle isole Antille e della conversione dei loro abitanti al cattolicesimo. Nel 1642, la compagnia ricevette una proroga ventennale del suo statuto. Il re nomina il governatore generale della Compagnia e la Compagnia nomina i governatori delle diverse isole. L'azione della Compagnia si è estesa a Guadalupa, Martinica, Tortuga e altre isole. 
Tuttavia, alla fine del 1640 in Francia, Mazzarino mostrò scarso interesse per gli affari coloniali e la Compagnia iniziò a decadere. Jacques Dyel du Parquet riacquistò il 22 settembre 1650 le isole di Martinica, Santa Lucia, Grenada e Grenadine per 41.500 livre. Nel 1651, la Compagnia fu sciolta ei suoi diritti operativi furono venduti a varie parti. L'ordine di San Giovanni di Gerusalemme acquista Saint-Christophe, Saint-Croix, Saint-Barthélemy e Saint-Martin.
Nel 1652, guidati da Hazier du Buisson, i francesi tornarono a Les Saintes e iniziarono a costruire Terre-de-Haut e soprattutto Terre-de-Bas, che erano molto più adatte all'agricoltura grazie ai loro climi più umidi. L'anno successivo, nel 1653, gli indiani caraibici massacrarono i coloni francesi di Marie-Galante. Il capitano della Mé ha quindi effettuato una spedizione punitiva in Dominica, roccaforte dei Caraibi che, per rappresaglia, ha poi preso d'assalto i Saintes. Questo raid vendicativo viene respinto dagli uomini del Conte della Stella. Nel 1658, i Caraibi furono definitivamente espropriati delle loro terre per facilitare l'insediamento dei coloni francesi. Lo sviluppo agricolo fu facilitato dall'instaurazione del commercio triangolare, che consentiva l'importazione di schiavi destinati alle piantagioni di banane e canna da zucchero.
Nel 1664 Colbert sciolse la Compagnia e acquistò la Guadalupa e le sue dipendenze per il re.
| Controllo di autorità | VIAF (EN) 11151594343005350728 |